# Marquesado de Malferit

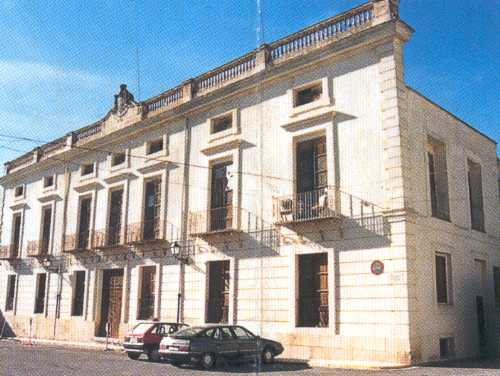
Palacio de los marqueses de Malferit, en Ayelo de Malferit.

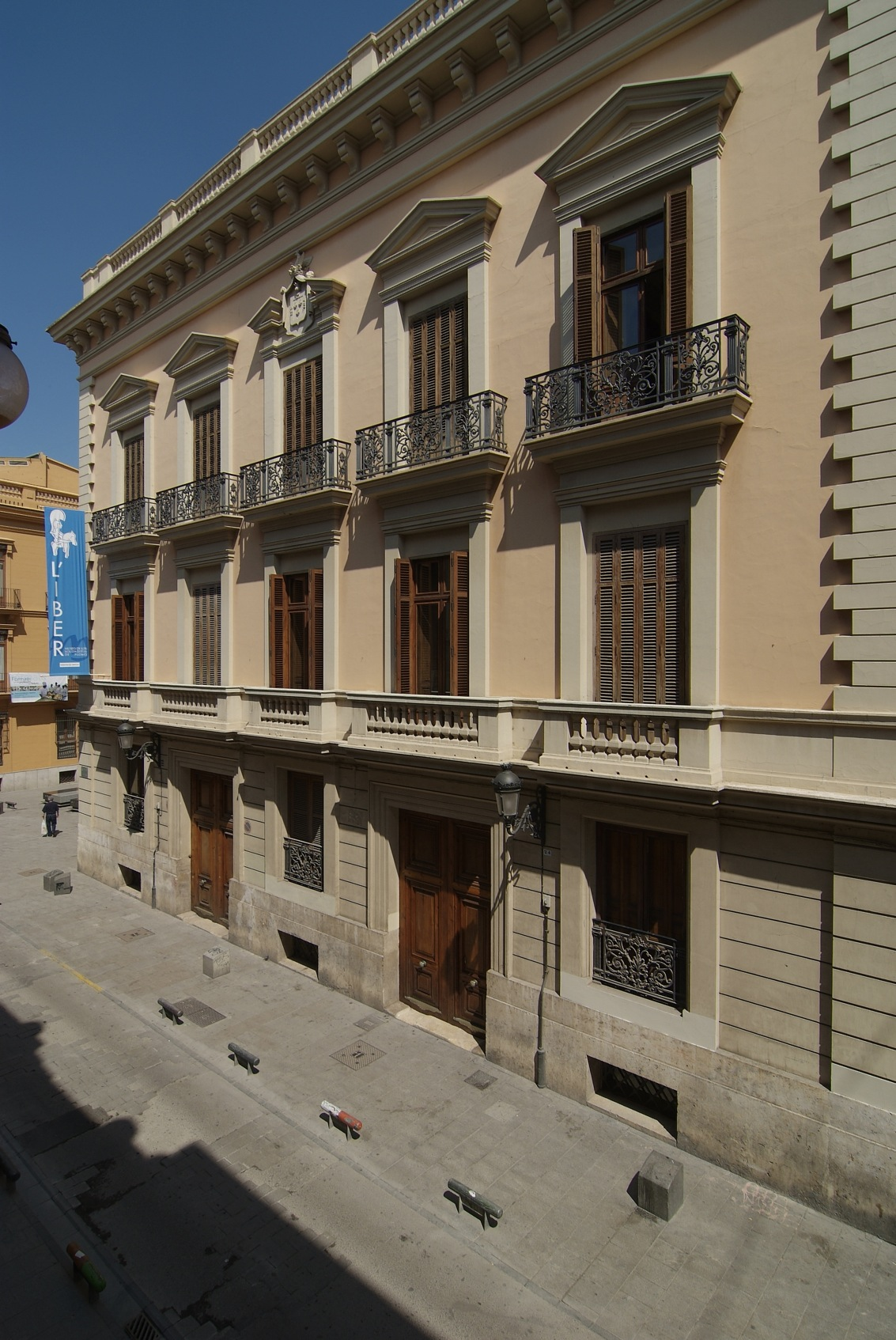
Palacio de los marqueses de Malferit, en Valencia.

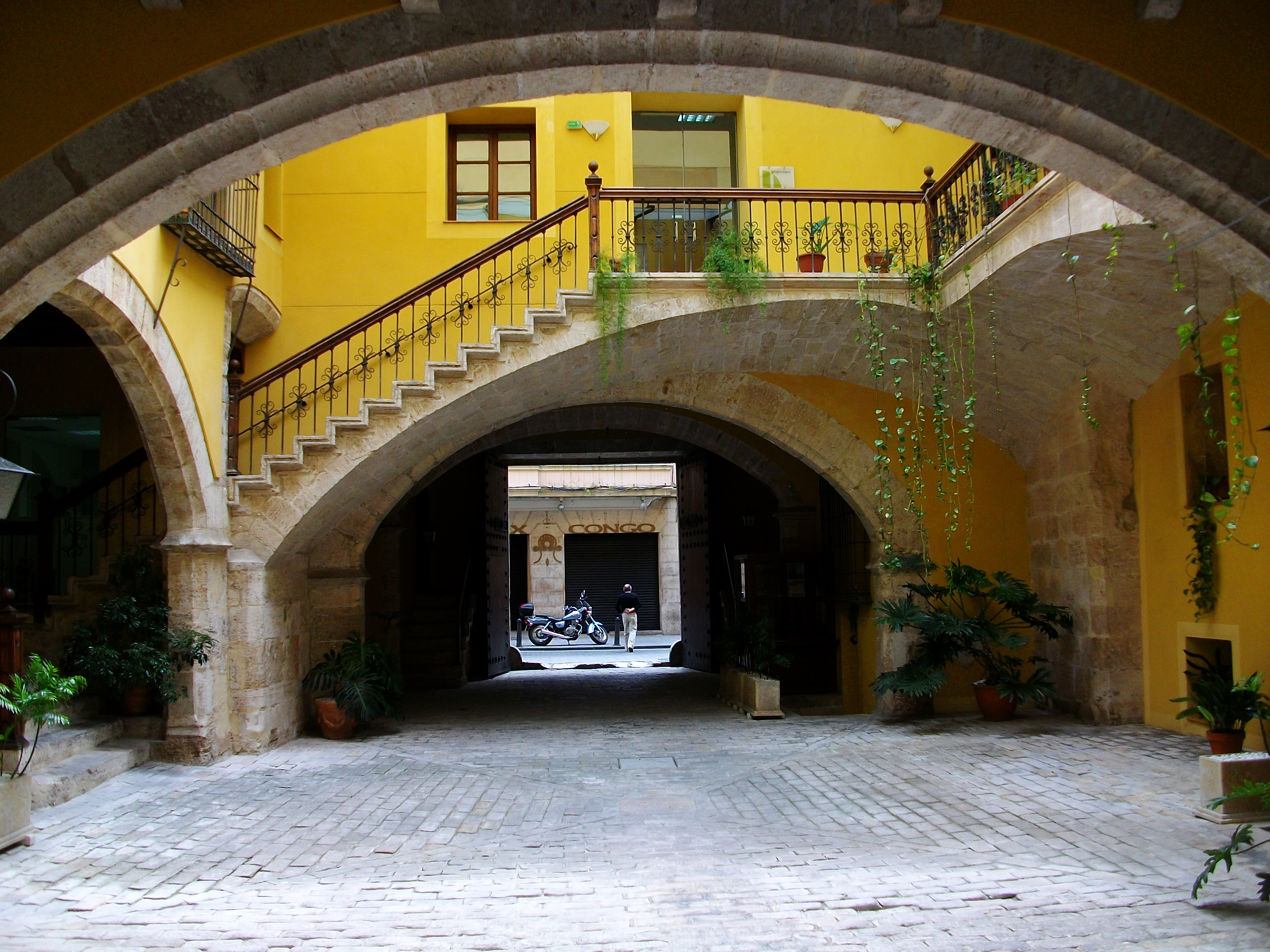
Patio del palacio de los Mercader en Valencia

Hoya de Buñol

El marquesado de Malferit es un título nobiliario español creado por el rey Carlos II el 9 de diciembre de 1690 a favor de Jacinto Roca y Ferrer (alias Roca y Ripoll).
Se concedió la grandeza de España, a los títulos de conde de Buñol y marqués de Malferit, mancomunadamente, el 7 de julio de 1803 por parte del rey Carlos IV, al tercer marqués de Malferit, Salvador Roca y Pertusa Malferit, VII conde de Buñol. 
Su denominación hace referencia a la localidad de Ayelo de Malferit, provincia de Valencia, de donde era señora Fausta de Malferit, esposa del I marqués de Malferit, localidad donde se ubica el antiguo palacio de los marqueses de Malferit, hoy sede del Ayuntamiento.

## Historia
El señorío de Ayelo fue concedido por Alfonso V de Aragón en Sicilia a Jaime de Malferit.
«Nos, Alfonso, Rey de Aragón, Sicilia, Valencia, Jerusalén, Hungría, Mallorca, Cerdeña… Teniendo en cuenta los buenos servicios prestados a nuestra majestad y a los gastos sufridos en ello por vos, nuestro querido Jaime de Malferit, milite(caballero), lugarteniente del Reino de Valencia de más allá del Júcar, y por nuestro querido camarero Francisco de Malferit, vuestro hijo, que desde hace mucho tiempo participó en la empresa de este Reino de Sicilia de una manera magnífica y que en el presente sigue prestando y espero que también en el futuro.
Por el tenor de la presente os otorgamos del mejor modo posible, para vos, Jaime de Malferit y para vuestros sucesores toda la jurisdicción civil y criminal, alta y baja y el mero y mixto imperio y su ejercicio en vuestro lugar de Ayelo.....28 de marzo de 1445»
Durante los siglos posteriores fueron aumentando su importancia en el Reino de Valencia, incorporando nuevas casas nobiliarias:
- La casa de Mercader con el condado de Buñol, las baronias de Siete Aguas, Yatova, Macastre, Alborache, Cheste al Campo y Montichelvo, el marquesado de Onofrio en Italia y el marquesado de la Vega de Valencia.

- La casa Castellvi-Zanoguera con la baronía de Alcacer y los señoríos de Benafer, Herragudo, Sartaguda y Arrubal en Navarra y La Rioja respectivamente.

- La casa de Brizuela con el señorío de Alcoleja.

Tal fue el patrimonio acumulado que, al final del Antiguo Régimen, era la familia con mayor número de vasallos en el Reino de Valencia junto al marqués de Dos Aguas y el duque de Gandía. Según el padrón de la riqueza inmueble  realizado en 1866, El VI marqués de Malferit figuraba como el mayor propietario de Valencia. Sin embargo, en esa fecha el marqués de Malferit, Pascual Mercader Roca solicitó reiteradamente a la reina el ser desposeído de la dignidad de la grandeza que llevaba aparejada la merced nobiliaria, y ello debido a la imposibilidad manifiesta de poder satisfacer los impuestos derivados de tal dignidad. Volvió a recuperarse mediante pleito entablado por su viuda en favor de sus dos hijos, Antonio y Julia, futura condesa de Buñol, título del que había sido desposeído el anterior titular por esa escasez de recursos o por ese afán en no querer afrontar el pago de los impuestos. Por ello llama la atención que por esas fechas se le declarase como el mayor terrateniente según el padrón de Valencia.

## Marqueses de Malferit
|                        | Titular                                 | Periodo                |
| Creación por Carlos II | Creación por Carlos II                  | Creación por Carlos II |
| ---------------------- | --------------------------------------- | ---------------------- |
| I                      | Jacinto Roca y Ferrer                   | 1690-1710              |
| II                     | Ceferino Roca y Malferit                | 1710-1723              |
| III                    | Francisco Roca y Malferit               | 1723-1742              |
| IV                     | Carlos Roca y Malferit                  | 1744-1769              |
| V                      | Salvador Roca y Pertusa Malferit        | 1769-1807              |
| VI                     | Joaquín Roca y Castellví                | 1807-1813              |
| VII                    | Joaquina Roca y Castellví               | 1813-1834              |
| VIII                   | Pascual Mercader y Roca                 | 1849-1867              |
| IX                     | Antonio Mercader y Tudela               | 1868-1934              |
| X                      | Pascual Mercader y Vallier              | 1955-1966              |
| XI                     | María Luisa Mercader y Sánchez-Domenech | 1966-1997              |
| XII                    | Rafael Garrigues y Mercader             | 1998-2013              |
| XIII                   | Marta Garrigues y Mercader              | 2014-actual titular    |

## Historia de los marqueses de Malferit
- Jacinto Roca y Ferrer (alias Roca y Ripoll), (. -1710), I marqués de Malferit, señor de Cayrent.

1. Casó con Jacinta Malferit, señora de Ayelo de Malferit. Le sucedió su hijo:

- Ceferino Roca y Malferit (1710-1723), II marqués de Malferit.

1. Casó con Mariana Ortiz y Cebrian. Sin sucesión.

- Francisco Roca y Malferit (1723-1742),III marqués de Malferit.

1. Casó con Isabel Llansol de Romaní y Cabanilles. Hija del marqués de Llanzol.

- Carlos Roca y Malferit (1691-1769), IV marqués de Malferit, señor de Ayelo de Malferit.

1. Casó con Mariana Pertusa y Milán de Aragón. Le sucedió su hijo:

- Salvador Roca y Pertusa Malferit y Milán de Aragón (1743-1820), V marqués de Malferit VII conde de Buñol.

1. Casó con Rafaela de Castellví y Ferrer de Próxita Figueras y Pinós. Le sucedió su hijo:

- Joaquín Roca y Castellví (1775-1813), VI marqués de Malferit, VIII conde de Buñol, señor de Ayelo de Malferit.

1. Casó con María Joaquina de Lalaing y de la Cerda, condesa de Lalaing. Sin descendientes. Le sucedió su hermana:

- Joaquina Roca y Castellví (1770-1834), VII marquesa de Malferit, IX condesa de Buñol, señora de Ayelo de Malferit.

1. Casó con José Mercader y Onofrío, marqués de la Vega, (en 1916, se rehabilitó como marquesado de la Vega de Valencia), barón de Montichelvo. Le sucedió su hijo:

- Pascual Mercader y Roca (1799-1867), VIII marqués de Malferit, marqués de la Vega, X conde de Buñol, barón de Montichelvo.

1. Casó con Dolores de Alcedo Landaburu.
2. Casó con Dolores Tudela y Gallinas. Le sucedió, de su segundo matrimonio, su hijo:

- Antonio Mercader y Tudela (1861-1934), IX marqués de Malferit, XIV barón de Montichelvo, VII barón de Cheste al Campo, gentilhombre grande de España con ejercicio y servidumbre del Rey Alfonso XIII.

1. Casó con Dolores Vallier y García-Alesón. Le sucedió su hijo:

- Pascual Mercader y Vallier (1893- . ), X marqués de Malferit, III marqués de la Vega de Valencia, (por suceder a su hermano Antonio Mercader y Vallier (II marqués de la Vega de Valencia), II marqués de Mercader (rehabilitado en 1916).

1. Casó con María Luisa Sánchez-Domenech y Baux. Le sucedió su hija:

- María Luisa Mercader y Sánchez-Domenech (1932-1997), XI marquesa de Malferit, IV marquesa de la Vega de Valencia.

1. Casó con Rafael Garrigues y Trenor. Le sucedió su hijo:

- Rafael Garrigues y Mercader (1956-1959), XII marqués de Malferit, V marqués de la Vega de Valencia, XVI barón de Montichelvo (por suceder a su tía abuela Matilde Marcader y Vallier), IX barón de Cheste al Campo (por suceder a su tía abuela María de los Dolores Mercader y Vallier VIII baronesa de Cheste al Campo). Sin descendencia, le sucede su hermana mayor:

- Marta Garrigues y Mercader (n. en 1959), XIII marquesa de Malferit, VI Marquesa de la Vega de Valencia .  X Baronesa de Cheste al Campo,

XVII Baronesa de Montichelvo
1. Casó con Severiano Goig Escudero. De este matrimonio nacieron:
  1. Marta Goig Garrigues.
  2. Fernando Goig Garrigues
  3. Álvaro Goig Garrigues.